# Dystrykt Chakwal
Chakwal (urdu: ضِلع چکوال) – dystrykt w Pakistanie, położony w prowincji Pendżab. Siedzibą administracyjną dystryktu jest Chakwal.

## Demografia
Większość mieszkańców posługuje się językiem pendżabskim.
| Rok  | Liczba ludności |
| ---- | --------------- |
| 1972 | 692.802         |
| 1981 | 775.600         |
| 1998 | 1.083.725       |
| 2017 | 1.495.982       |